# Zagrodno (gmina)
Zagrodno (allemand Adelsdorf) est une gmina rurale du powiat de Złotoryja, Basse-Silésie, dans le sud-ouest de la Pologne. Son siège est le village de Zagrodno, qui se situe environ 7 km au nord-ouest de Złotoryja, et 83 km à l'ouest de la capitale régionale Wrocław.
La gmina couvre une superficie de 122,09 km2 pour une population de 5 684 habitants.

## Géographie
La gmina est bordée par les gminy de Chorkówka, Iwonicz-Zdrój, Jaśliska, Krempna, Miejsce Piastowe, Nowy Żmigród et Rymanów.
La gmina contient les villages de Brochocin, Grodziec, Jadwisin, Łukaszów, Modlikowice, Olszanica, Radziechów, Uniejowice, Wojciechów et Zagrodno.